# Verena Remler
Verena Remler (geboren als Verena Wolf, * 26. November 1972 in Lienz) ist eine österreichische Politikerin der ÖVP. Sie war zwischen 12. November 2010 und 19. April 2011 Staatssekretärin für Familie und Jugend im Bundesministerium für Wirtschaft, Familie und Jugend der Bundesregierung Faymann I.

## Leben

### Karriere
Remler absolvierte ein Studium der Rechtswissenschaften an der Leopold-Franzens-Universität Innsbruck, mit einem Praktikum im Verwaltungsdienst, welches sie 1996 abschloss. Danach arbeitete sie von 1998 bis 1999 als Juristin im Wirtschaftstreuhandbereich. Anschließend erlangte Remler eine Stelle als Geschäftsführerin des Tourismusverbands „Oberes Iseltal“ in Osttirol von 1999 bis 2003 und danach des Tourismusverbandes „Region Nationalpark Hohe Tauern“ von 2004 bis 2007. 

### Politik
Remlers politische Herkunft innerhalb der ÖVP ist der ÖAAB, wo sie als Obmann-Stellvertreterin der Tiroler Landesgruppe fungiert. Auch ist sie stellvertretende Bezirksobfrau der Tiroler Frauen in Lienz. Ihre primäre politische Aufgabe lag vor ihrem Wechsel nach Wien zuletzt in der Tätigkeit als Gemeinderätin und Obfrau des Sozialausschusses sowie als Geschäftsführerin des Gesundheits- und Sozialdienstes der Stadt Lienz. 
Bis dahin praktisch nur in Tirol bekannt, wurde sie am 12. November 2010 von Bundesparteiobmann Josef Pröll als Nachfolgerin von Familienstaatssekretärin Christine Marek designiert, welche sich nach einer schweren Wahlniederlage ihrer Partei bei den vorangegangenen Wiener Landtagswahlen ausschließlich der Wiener Landespolitik widmete. Ihre Angelobung fand am 26. November 2010, ihrem 38. Geburtstag, statt.
Nach ihrer Angelobung zur Familienstaatssekretärin wurde sie in ihrer Funktion als Gemeinderätin karenziert, auch ihre Tätigkeit als Geschäftsführerin des Lienzer Gesundheits- und Sozialsprengels wurde von einer Parteikollegin übernommen.
Im Zuge der Regierungsumbildung nach Prölls Rückzug aus der Politik gab Vizekanzler Spindelegger am 19. April 2011 ihre Rückkehr nach Tirol bekannt.
Verena Remler wurde am 19. April 2011 als Familienstaatssekretärin abgelöst.
Von 2011 bis 2013 war Verena Remler als Abgeordnete zum Tiroler Landtag für die Tiroler Volkspartei tätig.